# 扩散作用

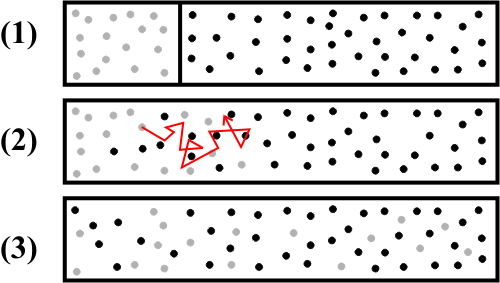
两种不同物质的扩散示意图

擴散作用是一個基於分子熱運動的输运现象，是分子通過布朗运动從高濃度區域(或高化勢)向低濃度區域(或低化勢)的運輸的过程。它是趋向于热平衡态的弛豫过程。菲克定律是扩散作用的近似描述，实际过程是从高化学势区域向低化学势区域的转移。扩散作用的速率和混合物的浓度梯度一般不太大，因此通常可以用近平衡态热力学理论进行处理。
扩散作用有多种微观解释，较有影响力的是分子动理论的解释和随机行走模型的解释。
專指水分子的擴散過程。 水是生物體內含量最多的物質，可以協助細胞進行各種代謝作用。 在生物體內，水分子除了可以直接利用擴散作用進出細胞之外，水分子也可以透過特殊蛋白質構成的通道，在細胞膜內外進行擴散。 水分子通過細胞膜進行的擴散作用，稱為滲透作用。

## 唯象描述

### 菲克定律
菲克第一定律（Fick's first law）声明：通过单位面积的粒子数率（通常称为粒子流的通量）大小正比于粒子浓度在该点的梯度，方向与梯度方向相反，其比例系数称为扩散系数。于是公式可以写为：{\displaystyle {\overrightarrow {J}}=-D\nabla c}其中{\displaystyle {\overrightarrow {J}}}为扩散通量（flux），量纲为[(物质的量) 长度−2时间−1]，{\displaystyle \,D} 为扩散系数，量纲为[长度2时间−1]，{\displaystyle c} 为物质的量浓度，量纲为[(物质的量) 长度−3]，值得指出的是扩散系数并非一个常量，它随温度等外参量的改变而发生相应的改变，唯象理论对扩散系数与外界条件的依赖关系不能做出有效的预测。
菲克第二定律（Fick's second law）描述浓度场随时间的变化，它是连续性方程的一种，其积分形式为：{\displaystyle \iiint _{V}{\frac {\partial c}{\partial t}}dV=-\oint _{\mathbb {S} }{\overrightarrow {J}}\cdot \mathrm {d} \mathbf {a} =-\iiint _{V}\nabla \cdot {\overrightarrow {J}}dV=\iiint _{V}\nabla \cdot (D\nabla c)dV}其中第一个等式应用了连续性方程。如果继续假定D不随空间分布变化（一般假设一切物理常量都不随时间变化），那么上面的积分方程可以化为：{\displaystyle \iiint _{V}{\frac {\partial c}{\partial t}}dV=D\iiint _{V}\nabla ^{2}cdV}其微分表示为：{\displaystyle {\frac {\partial c}{\partial t}}=D\nabla ^{2}c}这也是数学物理方程中最常见的线性偏微分方程之一。有必要指出，菲克定律并非严格成立的定律，如古典时期的大多数定律一样，菲克定律仅仅是实际情况的线性近似，热力学的分析将会告诉我们，菲克定律在理想粒子系统（理想气体、理想溶液）的近平衡态输运过程中是成立的。

### 热力学分析

#### 热动平衡条件
由于扩散定律本质上是趋向于热平衡态的驰豫过程，因此可以引入物理学上最为成功的唯象理论——热力学理论，对其进行分析。
热力学第二定律要求处于热力学平衡态的系统的某一个热力学函数达到极值，具体地说：由于{\displaystyle dS\geq {\frac {dQ}{T}}}（其中{\displaystyle dQ}表示1-形式，而并不表示它是某个函数的全微分），在绝热封闭条件下，要求熵达到极大值；在恒温恒压条件下，要求Gibbs自由能达到极小值（在经典的p-V-T系统中进行考虑）；在恒温恒容条件下，要求Helmhotz自由能达到极小值。上述条件不管使用哪一个，总可以导出热动平衡条件：力学平衡、热学平衡、化学（及相变）平衡。下面以绝热封闭条件为例进行说明：
任取两个相互接触，能够进行能量和物质交流的局部热力学平衡系统，记为A，B。
满足下列条件{\displaystyle U=U_{A}+U_{B}},{\displaystyle V=V_{A}+V_{B}},{\displaystyle N=N_{A}+N_{B}}；系统总熵为各部分之和{\displaystyle S=S_{A}+S_{B}}
极值条件要求（在一阶可微条件满足的前提下），有{\displaystyle dS={\Big (}{\frac {p_{A}}{T}}-{\frac {p_{B}}{T}}{\Big )}dV_{A}-{\Big (}{\frac {\mu _{A}}{T}}-{\frac {\mu _{B}}{T}}{\Big )}dN_{A}+{\Big (}{\frac {1}{T_{A}}}-{\frac {1}{T_{B}}}{\Big )}dU_{A}=0}由各变量的独立性，可以得到{\displaystyle T_{A}=T_{B}}, {\displaystyle \mu _{A}=\mu _{B}}, {\displaystyle p_{A}=p_{B}}。
从而在不考虑重力场（以及其他外场和相互作用）的条件下，要求{\displaystyle \mu (x)\equiv \mu _{0}}。由此可见扩散作用的驱动力是化学势空间分布的不平衡，因此在近平衡状态下做线性近似可以得到：{\displaystyle {\overrightarrow {J}}=-{\frac {Dc}{RT}}\nabla \mu }对理想混合物而言，{\displaystyle \mu =\mu ^{\ominus }+RTln{\frac {c}{c^{\ominus }}}}，代入上式即可得到菲克定律：{\displaystyle {\overrightarrow {J}}=-D\nabla c}上面的分析可以容易地推广到多组分的混合物中。

#### 昂萨格倒易关系
作为一种近平衡态的输运现象，扩散作用与其它输运现象有统一的热力学处理方式，其中最著名并且具有高度概括性的是昂萨格（Onsager）线性倒易关系。{\displaystyle {\overrightarrow {J}}_{i}=\sum _{j}L_{ij}X_{j}}其中i表示物质种类，{\displaystyle {\overrightarrow {J}}_{i}}就是相应的扩散通量，{\displaystyle {X_{j}}} 是第j个热力学广义力，热力学广义力正比于熵密度的梯度：{\displaystyle X_{k}=\nabla {\frac {\partial s(n)}{\partial n_{k}}}}{\displaystyle n_{k}}被称为热力学广义坐标，对于扩散过程取{\displaystyle n}为浓度即可。

## 理论应用

### 固体物理学

当光照在本征半导体中心上时，载流子在中间产生，并向两边扩散。由于电子（绿色）的扩散系数高于空穴（紫色），电子在中心处的堆积比空穴更少。

固体中载流子的运动也有扩散现象。当固体中的电子密度不平衡时，电子将从密度高的区域向密度低的区域扩散。比如用光照射一块半导体的中间，电子将在中间产生，并向两边扩散（如右图所示），并形成扩散电流，也可以用菲克定律描述。
扩散系数{\displaystyle D}是菲克定律中的系数{\displaystyle J=-D{\partial n}/{\partial x}}, J是单位时间单位面积的流量, n是该物质的总数,  x是位置（长度）。

### 细胞生物学
在细胞生物学领域，扩散是细胞间必要物质（例如氨基酸）传播的主要形式。水分子通过半透膜的扩散被称作渗透。細胞也通过此方式使部分物质进出细胞膜，部分的扩散是需要能量的，不能一概而论。
扩散（英語：Diffusion）是物质分子顺着浓度梯度（concentration gradient）或浓度差异移动的现象，即物质分子由高浓度区域移至低浓度区域，直到分子均匀分布为止。扩散是小分子进出细胞膜的的方式之一。细胞生物学意义上的扩散包括自由扩散（即此前所述之扩散），协助扩散两类。协助扩散则由两类膜蛋白进行辅助，一类是通道蛋白，一类是载体蛋白。

### 化学动力学
在溶液反应动力学和生物化学领域，一类重要的反应是扩散控制速率的反应，这一类反应的反应很快，导致反应的速率由反应物在溶质中扩散的速率决定。
极限情况是在一个半径为R的区域内，反应物的浓度为0，反应物只要接触到这一个区域的边界，反应物就会立即发生反应而消失，最终建立一个稳态。在三维的情形中，对于双分子反应，反应速率常数{\displaystyle k=4\pi (D_{A}+D_{B})r_{AB}}，其中{\displaystyle D}是扩散常数，{\displaystyle r_{AB}}是发生反应的半径，
这一个数据可以用于评估酶的催化效率以及配体和受体结合的能力的上限，在一般情况下{\displaystyle k\approx 10^{9}s^{-1}M^{-1}}。

## 工业应用
扩散在现代工业的各方面起到了一定作用。其中的一些代表如下：
- 热压产生固态物质（粉末冶金学，陶瓷的生产）
- 化学反应器的设计
- 化学工业中催化剂的设计
- 钢铁能够通过扩散（例如：混合碳和氮）改变它的性质
- 在生产半导体过程中加入添加剂（例如：掺杂的浓度）